# Saint-Senier-de-Beuvron
Pour les articles homonymes, voir Saint-Senier et Beuvron (homonymie).
Saint-Senier-de-Beuvron est une commune française, située dans le département de la Manche en région Normandie, peuplée de 329 habitants.

## Géographie
| Juilley                       | Juilley, Saint-Aubin-de-Terregatte | Saint-Aubin-de-Terregatte |
| Vergoncey, La Croix-Avranchin | Saint-Senier-de-Beuvron            | Saint-Aubin-de-Terregatte |
| Saint-James                   | Saint-James                        | Montjoie-Saint-Martin     |

### Hydrographie
La commune est située dans le bassin Seine-Normandie. Elle est drainée par le Beuvron, le cours d'eau 01 de Mortvieux, le cours d'eau 01 du Moulin de Juette, le fossé 01 du Buisson Giret, le fossé 02 de Gralemois et divers autres petits cours d'eau,.
Le Beuvron, d'une longueur de 31 km, prend sa source dans la commune de Parigné et se jette  dans la Sélune à Ducey-Les Chéris, après avoir traversé onze communes. Les caractéristiques hydrologiques du Beuvronsur la commune. Le débit moyen mensuel est de 1,18 m3/s. Le débit moyen journalier maximum est de 10,5 m3/s, atteint lors de la crue du 25 mars 2001. Le débit instantané maximal est quant à lui de 21,9 m3/s, atteint le 27 juillet 2013.

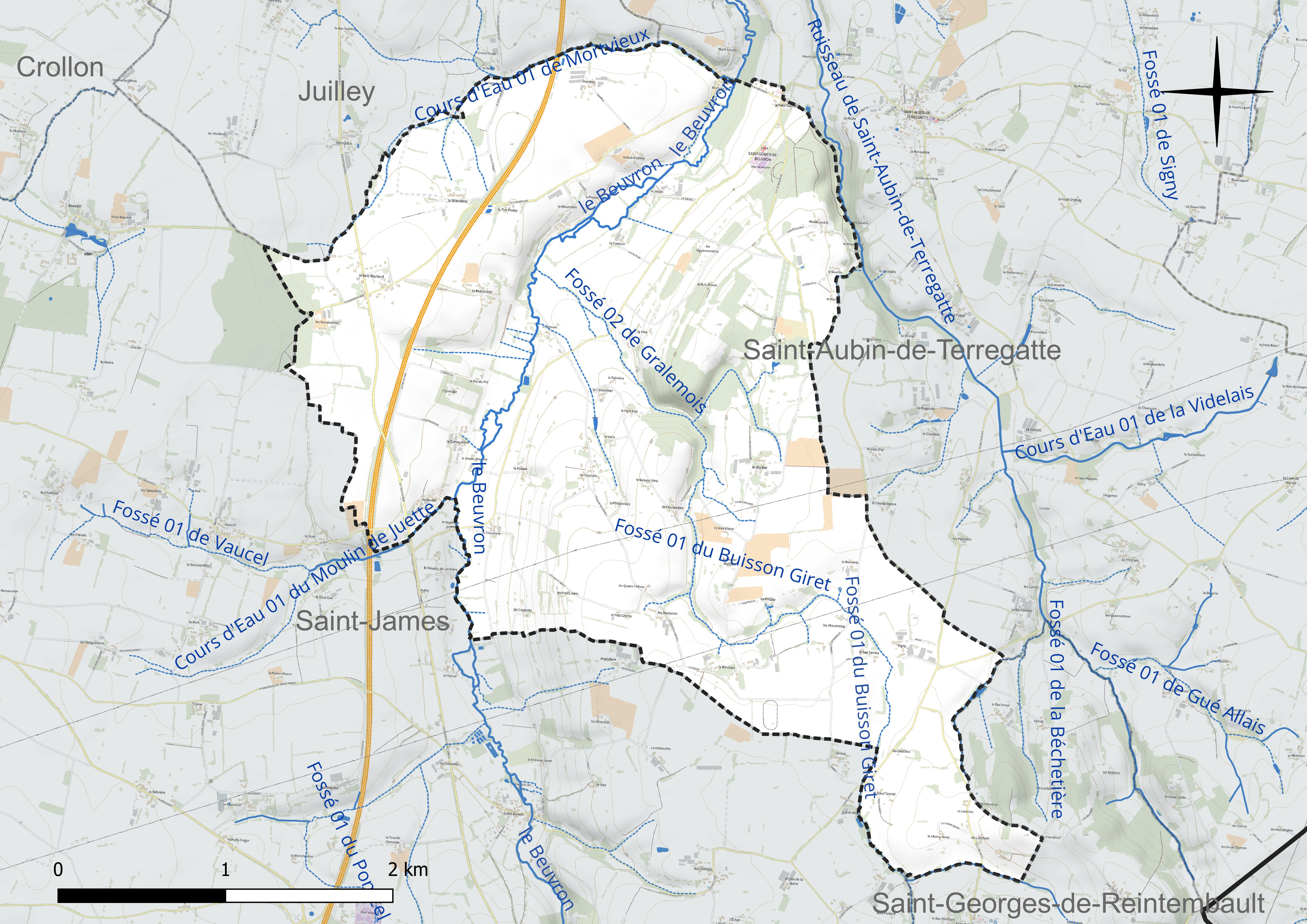
Réseau hydrographique de Saint-Senier-de-Beuvron.

### Climat
Pour des articles plus généraux, voir Climat de la Normandie et Climat de la Manche.
En 2010, le climat de la commune est de type climat océanique franc, selon une étude du CNRS s'appuyant sur une série de données couvrant la période 1971-2000. En 2020, Météo-France publie une typologie des climats de la France métropolitaine dans laquelle la commune est exposée à un climat océanique et est dans la région climatique  Bretagne orientale et méridionale, Pays nantais, Vendée, caractérisée par une faible pluviométrie en été et une bonne insolation. Parallèlement le GIEC normand, un groupe régional d’experts sur le climat, différencie quant à lui, dans une étude de 2020, trois grands types de climats pour la région Normandie, nuancés à une échelle plus fine par les facteurs géographiques locaux. La commune est, selon ce zonage, exposée à un « climat maritime », correspondant au Cotentin et à l'ouest du département de la Manche, frais, humide et pluvieux, où les contrastes pluviométrique et thermique sont parfois très prononcés en quelques kilomètres quand le relief est marqué.
Pour la période 1971-2000, la température annuelle moyenne est de 11,1 °C, avec une amplitude thermique annuelle de 12,4 °C. Le cumul annuel moyen de précipitations est de 857 mm, avec 13,5 jours de précipitations en janvier et 8 jours en juillet. Pour la période 1991-2020, la température moyenne annuelle observée sur la station météorologique la plus proche, située sur la commune de Pontorson à 15 km à vol d'oiseau, est de 11,9 °C et le cumul annuel moyen de précipitations est de 821,3 mm,. Pour l'avenir, les paramètres climatiques de la commune estimés pour 2050 selon différents scénarios d’émission de gaz à effet de serre sont consultables sur un site dédié publié par Météo-France en novembre 2022.

## Urbanisme

### Typologie
Au 1er janvier 2024, Saint-Senier-de-Beuvron est catégorisée commune rurale à habitat très dispersé, selon la nouvelle grille communale de densité à sept niveaux définie par l'Insee en 2022. Elle est située hors unité urbaine et hors attraction des villes,.

### Occupation des sols
L'occupation des sols de la commune, telle qu'elle ressort de la base de données européenne d’occupation biophysique des sols Corine Land Cover (CLC), est marquée par l'importance des territoires agricoles (94,3 % en 2018), une proportion identique à celle de 1990 (94,3 %). La répartition détaillée en 2018 est la suivante : terres arables (45,7 %), prairies (33,2 %), zones agricoles hétérogènes (15,4 %), forêts (5,7 %). L'évolution de l’occupation des sols de la commune et de ses infrastructures peut être observée sur les différentes représentations cartographiques du territoire : la carte de Cassini (XVIIIe siècle), la carte d'état-major (1820-1866) et les cartes ou photos aériennes de l'IGN pour la période actuelle (1950 à aujourd'hui).

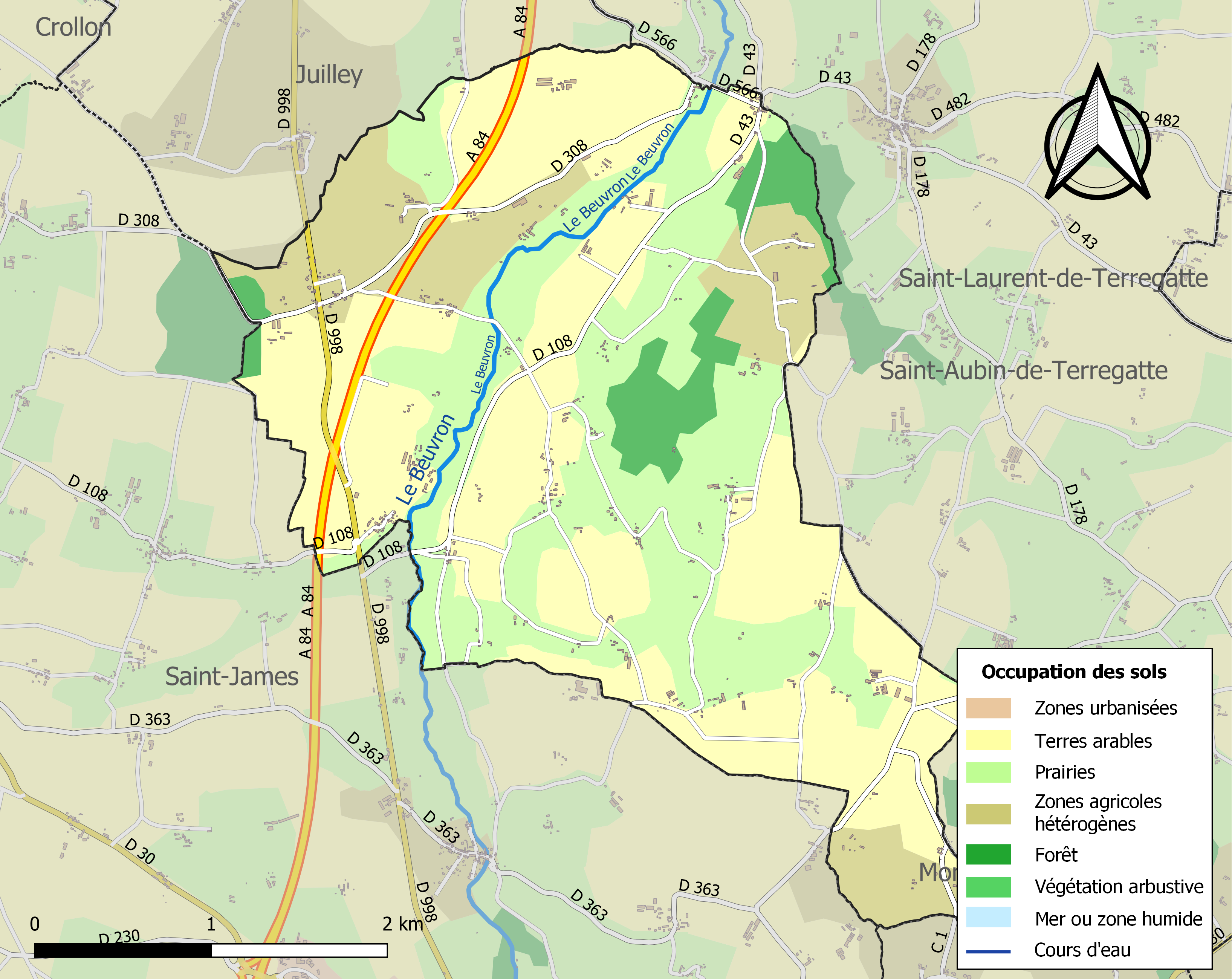
Carte des infrastructures et de l'occupation des sols de la commune en 2018 (CLC).

## Toponymie
Le nom de la localité est attesté sous les formes Saint Senier de Beuvron en 1793, Saint-Jennier-de Berron en 1801.
Saint Sénier (Senerius) aurait été évêque d'Avranches au VIe siècle.
Beuvron est le nom d'une rivière, qui repose sur le gaulois biber « castor ».
Le gentilé est Saint-Senierais.

## Histoire
Sur le territoire de la commune se situait la très ancienne seigneurie d'Héaule en Saint-Senier-de-Beuvron, et dont Adelin ou Adeliz fut l'un des capitaines. Robert Ier de Normandie, dans une charte datée de 1030, donna tous ses droits sur le bourg de Beuvron en faveur des moines du Mont-Saint-Michel.
Pendant la Révolution, en décembre 1795, au Bois-Rouland, un combat opposa Chouans et Républicains qui tourna à l'avantage des premiers.
À partir de 2020, les habitants s'opposent au projet de SipparTech, la filière française chargée du projet Starlink d'Elon Musk, d'installer neuf antennes paraboliques et un local technique sur une grande parcelle agricole. Ces antennes sont l'un des relais terrestres du réseau de 42 000 satellites du projet Starlink, qui doit permettre l’accès à Internet par satellite pour toute la planète.
Le 4 janvier 2022, l'Autorité de régulation des communications électroniques, des postes et de la distribution de la presse (Arcep) abroge la décision d'implantation des antennes.

## Politique et administration
| Période                                  | Période   | Identité                    | Étiquette | Qualité                              |
| ---------------------------------------- | --------- | --------------------------- | --------- | ------------------------------------ |
| 1832                                     | 1848      | Jean Pierre Lhomme          |           |                                      |
| 1857                                     | 1870      | Victor Chevallier           |           |                                      |
| 1932                                     | mars 1936 | Vicomte Hugues de Chantérac |           | Propriétaire du château de Chassilly |
| 1936                                     | mars 1965 | Louis Lechat                |           |                                      |
| 1965                                     | mars 1989 | Augustin Lechat             |           | Agriculteur                          |
| 1989                                     | mars 2001 | Eugène Brault               |           | Agriculteur                          |
| mars 2001                                | mai 2020  | Élisabeth Brault            | PCF       | Agricultrice                         |
| mai 2020                                 | En cours  | Benoît Hamard               | SE        | Électricien plombier chauffagiste    |
| Les données manquantes sont à compléter. |           |                             |           |                                      |

Le conseil municipal est composé de onze membres dont le maire et deux adjoints.

## Démographie
L'évolution du nombre d'habitants est connue à travers les recensements de la population effectués dans la commune depuis 1793. Pour les communes de moins de 10 000 habitants, une enquête de recensement portant sur toute la population est réalisée tous les cinq ans, les populations de référence des années intermédiaires étant quant à elles estimées par interpolation ou extrapolation. Pour la commune, le premier recensement exhaustif entrant dans le cadre du nouveau dispositif a été réalisé en 2005.
En 2022, la commune comptait 329 habitants, en évolution de −9,37 % par rapport à 2016 (Manche : −0,31 %, France hors Mayotte : +2,11 %).
| 1793 | 1800 | 1806 | 1821 | 1831 | 1836 | 1841 | 1846 | 1851 |
| ---- | ---- | ---- | ---- | ---- | ---- | ---- | ---- | ---- |
| 909  | 723  | 832  | 856  | 870  | 884  | 871  | 884  | 850  |

| 1856 | 1861 | 1866 | 1872 | 1876 | 1881 | 1886 | 1891 | 1896 |
| ---- | ---- | ---- | ---- | ---- | ---- | ---- | ---- | ---- |
| 812  | 781  | 750  | 726  | 704  | 652  | 603  | 607  | 621  |

| 1901 | 1906 | 1911 | 1921 | 1926 | 1931 | 1936 | 1946 | 1954 |
| ---- | ---- | ---- | ---- | ---- | ---- | ---- | ---- | ---- |
| 632  | 596  | 540  | 484  | 471  | 502  | 510  | 507  | 530  |

| 1962 | 1968 | 1975 | 1982 | 1990 | 1999 | 2005 | 2006 | 2010 |
| ---- | ---- | ---- | ---- | ---- | ---- | ---- | ---- | ---- |
| 466  | 430  | 382  | 352  | 334  | 306  | 294  | 293  | 309  |

| 2015 | 2020 | 2022 | - | - | - | - | - | - |
| ---- | ---- | ---- | - | - | - | - | - | - |
| 360  | 336  | 329  | - | - | - | - | - | - |

## Lieux et monuments
- Église Saint-Senier des XVe, XVIIIe – XXe siècles. L'édifice abrite un maître-autel et autels latéraux du XXe, une chaire à prêcher du XXe, une verrière du XIXe de Duhamel-Marette[26].
- Croix de cimetière du XVe siècle.
- Croix de chemin dites croix d'Hambes du XVIIe siècle, du Poirier du XIXe siècle et du Bas-Rocher du XXe siècle.
- Reste d'un manoir de la fin du XIVe ou XVe siècle, profondément remanié, près de l'église. La demeure se présente sous la forme d'un logis rectangulaire avec une porte en plein cintre et une fenêtre à double accolade qui a perdu son meneau[36].
- Château de Chassilly du XIXe siècle. Il fut la possession de la famille du Homme, qui est présente à Saint-Senier depuis le XIIe siècle. Le dernier seigneur de Chassilly fut Charles François Gustave du Homme, conseiller général de la Manche de 1814 à 1833.
- L'Orneylie du XVIIIe siècle, possession au XXe siècle d'Arnaud de Roquefeuil (1906-1996), né et mort à Vergoncey[26].
- Ancienne grange à dîmes du XVIIe siècle à la Blindière.

## Personnalités liées à la commune
- Alexandre Le Roy (Saint-Senier-de-Beuvron, 1854 - Paris, 1938), missionnaire du Saint-Esprit en Asie.
- François Dufour (Saint-Senier-de-Beuvron, 1953-), syndicaliste agricole et homme politique.